# 波紋無鰾石首魚
波紋無鰾石首魚為輻鰭魚綱鱸形目鱸亞目石首魚科的其中一種，分布東太平洋區，從美國加州至秘魯海域，棲息深度可達14公尺，體長可達71公分，棲息在沙泥底質的沿海及海灣，屬肉食性，以蠕蟲、甲殼類等為食，可做為食用魚及遊釣魚。